# Leichtathletik-Europameisterschaften 2002/Marathon der Männer

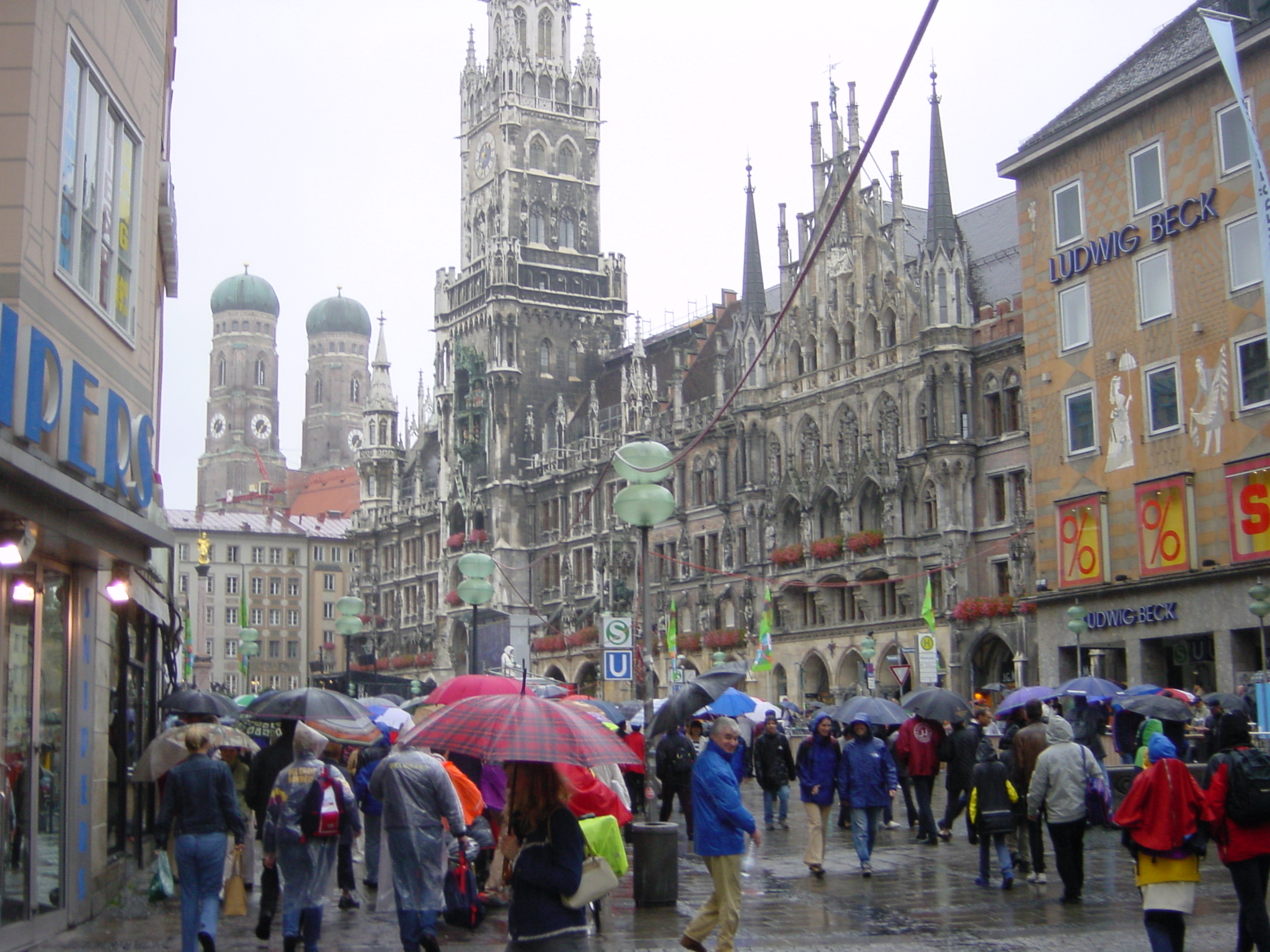
Regnerische Impressionen aus der Münchner Innenstadt
beim Marathonlauf der Männer

Der Marathonlauf der Männer bei den Leichtathletik-Europameisterschaften 2002 fand am 11. August 2002 in München, Deutschland, statt.
Der Finne Janne Holmén gewann den Lauf in 2:12:14 h. Vizeeuropameister wurde der Este Pavel Loskutov vor dem Spanier Julio Rey.
Wie bereits bei den beiden vorangegangenen Europameisterschaften gab es eine Teamwertung, den sogenannten Marathon-Cup. Hierfür wurden die Zeiten der drei besten Läufer je Nation addiert. Die Wertung zählte allerdings nicht zum offiziellen Medaillenspiegel. Es siegte die Mannschaft aus Spanien vor Italien und Israel.

## Bestehende Rekorde
| Weltrekord           | Khalid Khannouchi | 2:05:38 h | London-Marathon 2002    | 14. April 2003  |
| Europarekord         | Carlos Lopes      | 2:07:12 h | Rotterdam-Marathon 1985 | 20. April 1985  |
| Meisterschaftsrekord | Martín Fiz        | 2:10:31 h | EM Helsinki             | 14. August 1994 |

Der bestehende EM-Rekord wurde bei diesen Europameisterschaften nicht erreicht. Mit seiner Siegerzeit von 2:12:14 h blieb der finnische Europameister Janne Holmén 1:43 min über dem Rekord. Zum Europarekord fehlten ihm 5:02 min, zum Weltrekord 6:36 min.

## Streckenverlauf
Das Rennen führte über einen dreimal zu durchlaufenden Rundkurs durch die Innenstadt. Startort war die Residenz. Der Kurs verlief über Odeonsplatz – Giselastraße – Englischer Garten – Maximilianeum – Prinzregentenstraße – Isartor – Viktualienmarkt – Odeonsplatz und endete mit dem Zieleinlauf im Olympiastadion.

## Legende
| DNF | Wettkampf nicht beendet (did not finish) |

## Ergebnis

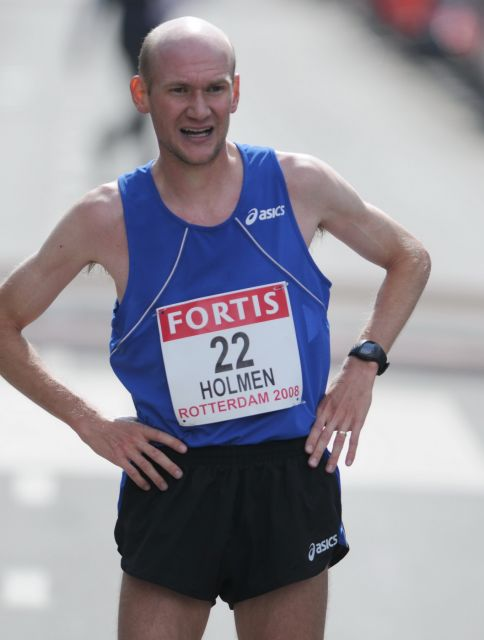
Europameister Janne Holmén

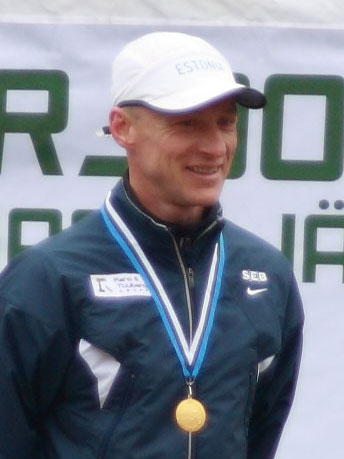
Viktor Loskutov – Silbermedaillengewinner

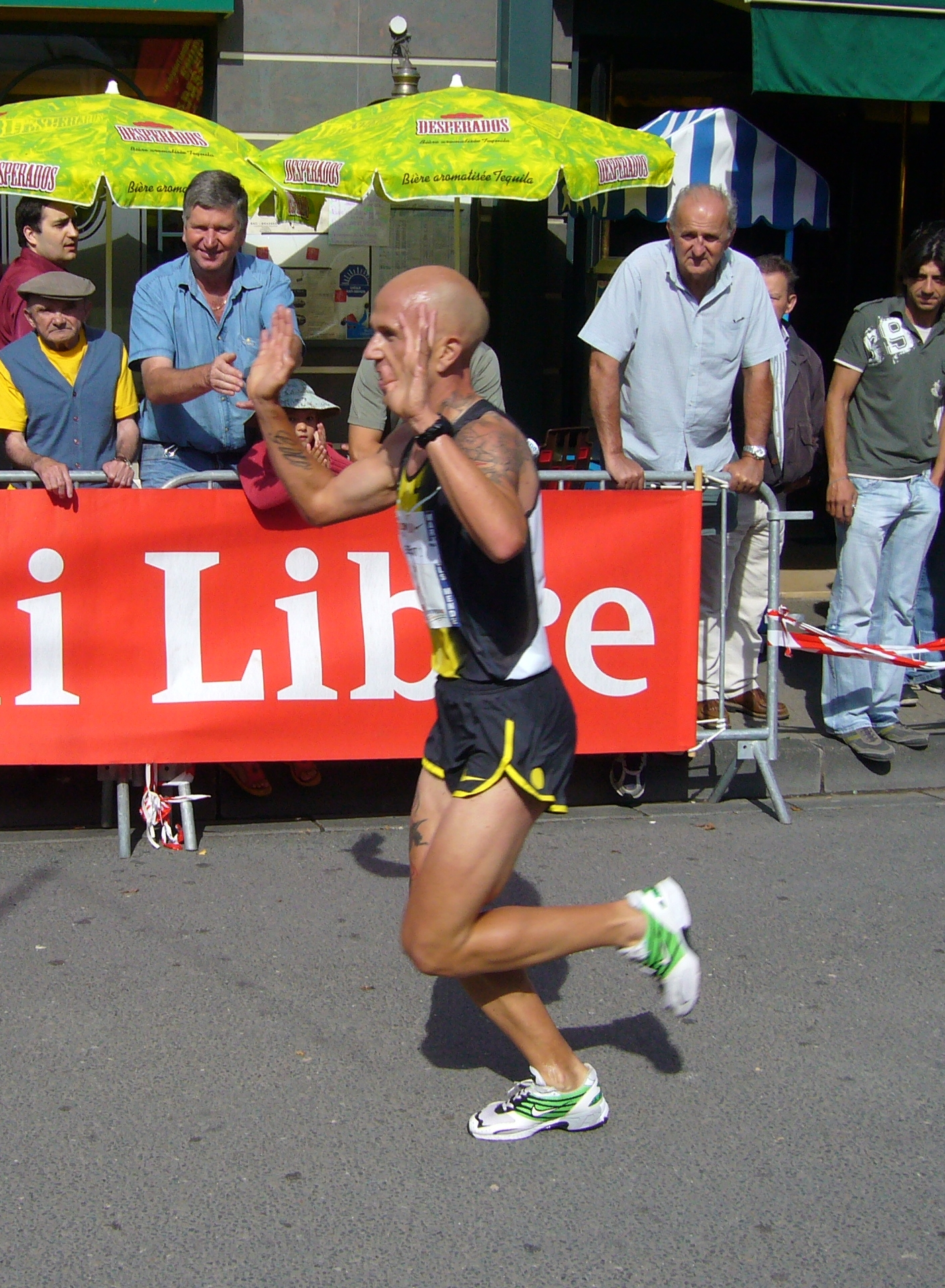
Benoît Zwierzchiewski – Rang vierzehn

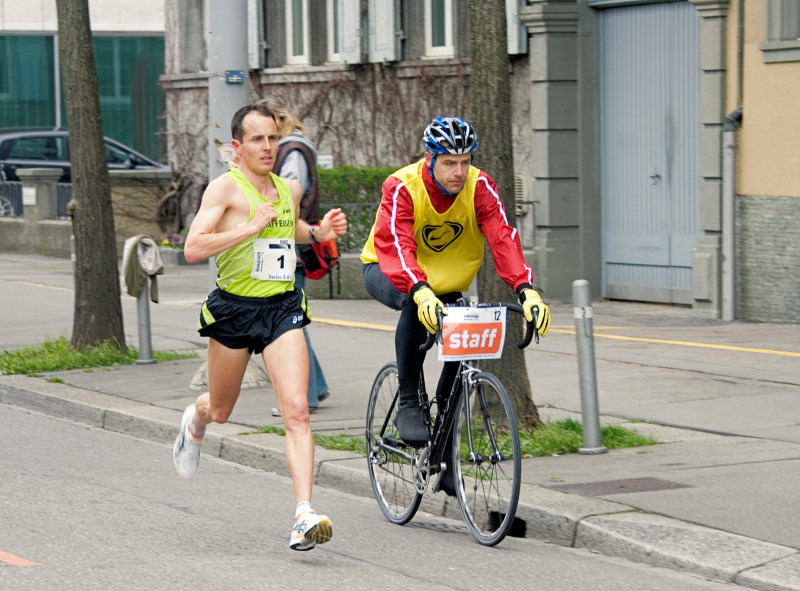
Viktor Röthlin – Rang sechzehn

11. August 2002
| Platz | Athlet                  | Land           | Zeit (h) |
| ----- | ----------------------- | -------------- | -------- |
|       | Janne Holmén            | Finnland       | 2:12:14  |
|       | Pavel Loskutov          | Estland        | 2:13:18  |
|       | Julio Rey               | Spanien        | 2:13:21  |
| 04    | Daniele Caimmi          | Italien        | 2:13:30  |
| 05    | Alberto Juzdado         | Spanien        | 2:13:35  |
| 06    | Alejandro Gómez         | Spanien        | 2:13:40  |
| 07    | Kamal Ziani             | Spanien        | 2:13:51  |
| 08    | Karl Johan Rasmussen    | Norwegen       | 2:14:00  |
| 09    | Francisco Javier Cortés | Spanien        | 2:14:14  |
| 10    | Migidio Bourifa         | Italien        | 2:14:58  |
| 11    | Xavier Caballero        | Spanien        | 2:15:07  |
| 12    | Alberico Di Cecco       | Italien        | 2:15:52  |
| 13    | Danilo Goffi            | Italien        | 2:15:57  |
| 14    | Benoît Zwierzchiewski   | Frankreich     | 2:16:00  |
| 15    | Gino van Geyte          | Belgien        | 2:16:04  |
| 16    | Viktor Röthlin          | Schweiz        | 2:16:16  |
| 17    | Piotr Gładki            | Polen          | 2:17:19  |
| 18    | Asaf Bimro              | Israel         | 2:17:30  |
| 19    | Ottaviano Andriani      | Italien        | 2:17:41  |
| 20    | Vasilios Zabelis        | Griechenland   | 2:19:31  |
| 21    | Sergio Chiesa           | Italien        | 2:19:43  |
| 22    | Wodage Zvadya           | Israel         | 2:20:51  |
| 23    | José Santos             | Portugal       | 2:20:55  |
| 24    | Yrjo Pesonen            | Finnland       | 2:22:58  |
| 25    | Antoni Bernadó          | Andorra        | 2:23:13  |
| 26    | Torben Nielsen          | Dänemark       | 2:23:36  |
| 27    | Manuel Pita             | Portugal       | 2:23:41  |
| 28    | Margus Pirksaar         | Estland        | 2:23:51  |
| 29    | António Sousa           | Portugal       | 2:27:09  |
| 30    | Alcidio Costa           | Portugal       | 2:27:09  |
| 31    | Zigmund Zilbershtein    | Georgien       | 2:30:10  |
| 32    | Haile Satayin           | Israel         | 2:30:38  |
| DNF   | Guy Fays                | Belgien        |          |
| DNF   | Sreten Ninković         | BR Jugoslawien |          |

## Ergebnis Marathon-Cup
(nur vier Mannschaften in der Wertung)
| Platz | Land     | Athleten                                         | Zeit (h) |
| ----- | -------- | ------------------------------------------------ | -------- |
| 1     | Spanien  | Julio Rey Alberto Juzdado Alejandro Gómez        | 6:40:36  |
| 2     | Italien  | Daniele Caimmi Migidio Bourifa Alberico Di Cecco | 6:44:20  |
| 3     | Israel   | Asaf Bimro Wodage Zvadya Ayele Setegne           | 7:08:59  |
| 4     | Portugal | José Santos Manuel Pita António Sousa            | 7:11:45  |

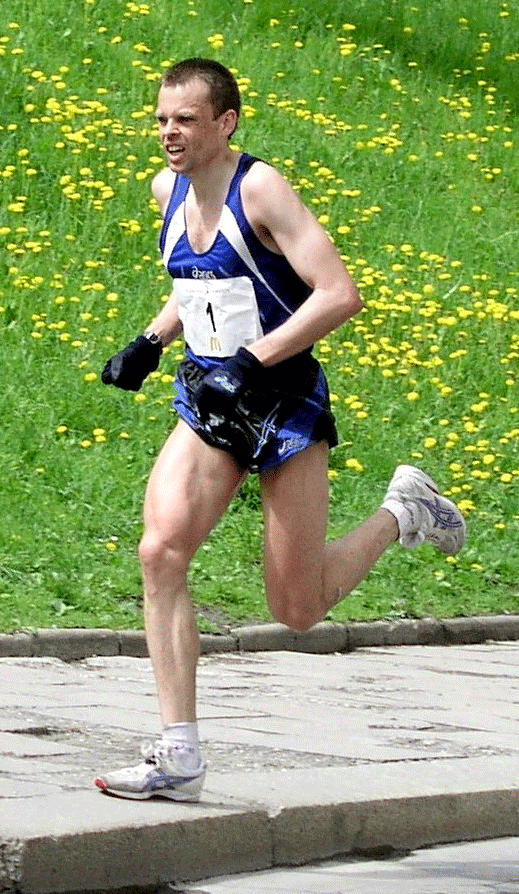
Piotr Gladki – Rang siebzehn
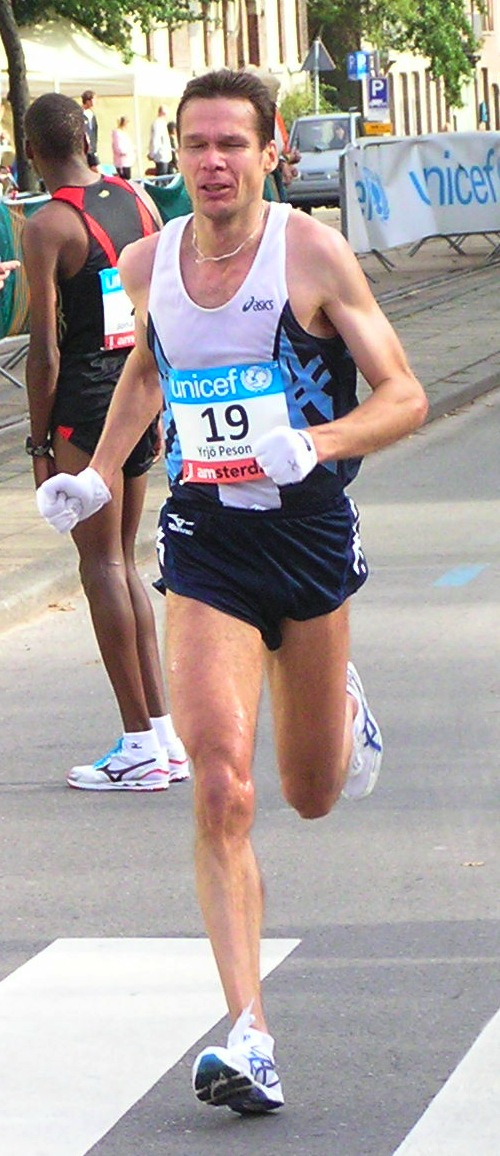
Yrjo Pesonen – Rang 24
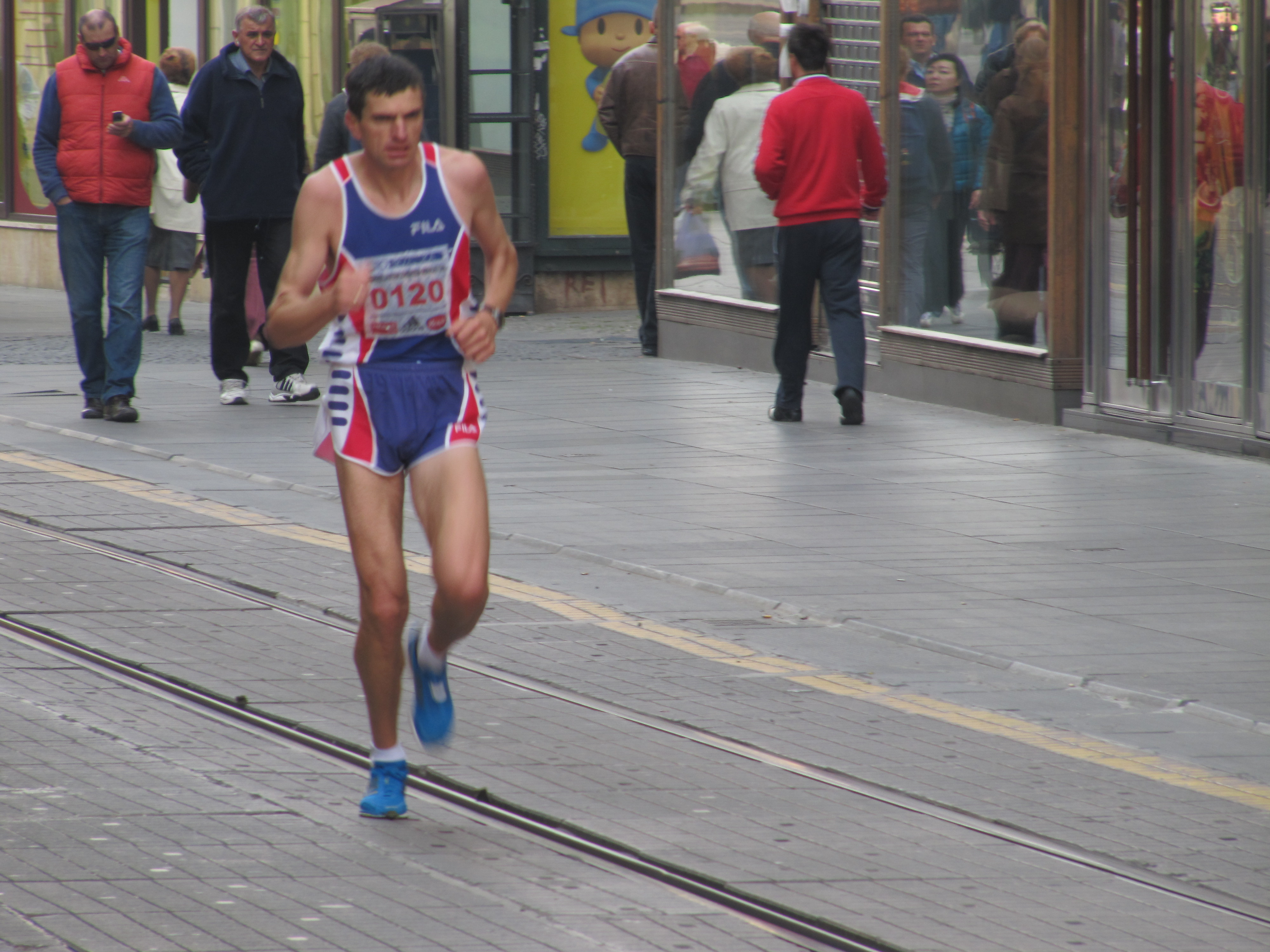
Sreten Ninković – Rennen nicht beendet
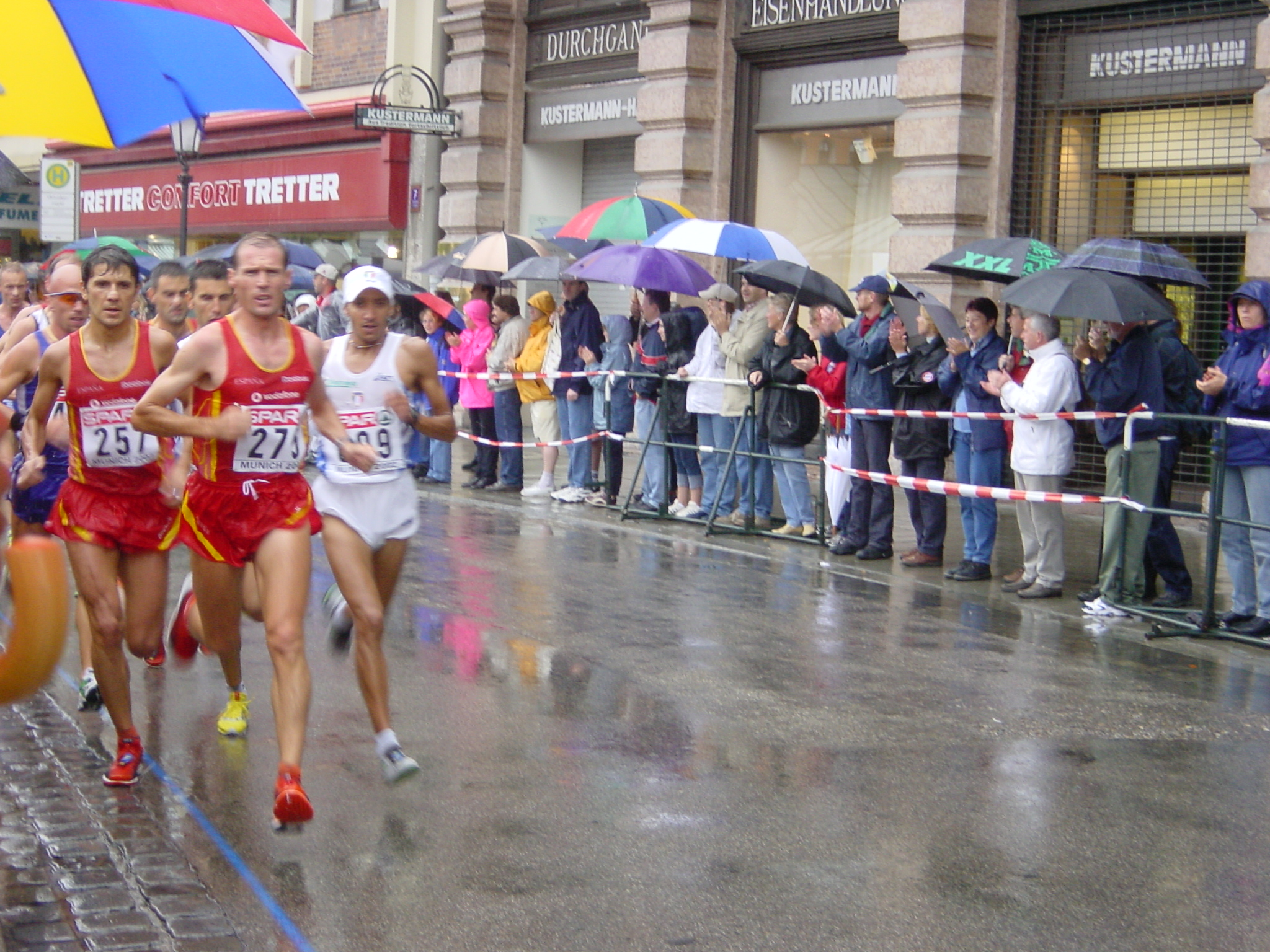
Marathonläufer in der Münchner Innenstadt beim Männerrennen